# Kahramanmaraşspor
Maillots
Le Kahramanmaraşspor Kulübü est un club turc de football basé à Kahramanmaraş.
Le club évolue une seule fois en première division, lors de la saison 1988-1989. A cette occasion, le club se classe avant-dernier du championnat, avec 4 victoires, 11 nuls et 21 défaites.

## Historique
- 1969 : fondation du club

## Parcours
- Championnat de Turquie : 1988-1989
- Championnat de Turquie D2 : 1984-1988, 1989-1993, 1994-196, 2013-2014
- Championnat de Turquie D3 : 1993-1994, 1996-2008, 2009-2010, 2013-2013, 2014-
- Championnat de Turquie D4 : 2008-2009, 2010-2012